# 48년 세대
48년 세대(Forty-Eighters)는 1848년 혁명에 가담했던 유럽인들이다. 특히 독일어권 지역(오스트리아 제국 및 오스트리아 소속이 아닌 영방국가들)에서 민족통일, 민주적인 정부, 인권 보장을 주장했다.  이들 독일계, 체코계, 헝가리계 혁명 참여자들은 혁명이 실패로 돌아간 뒤 수배를 피해 미국, 영국, 호주 등으로 이민했다. 이들은 상당수가 부유한 계층 출신이었고, 이민간 나라에서도 대개 사회적으로 성공을 거두었다.
특히 미국에서는 유럽에서의 진보적 이념을 유지한 48년 세대 이주민들이 노예제를 반대했다. 미국 내전 극초기에 세인트루이스에서 벌어진 캠프 잭슨 사건에서는 독일계 주민들이 대규모 민병대를 조직해 남군이 무기고를 장악하는 것을 막았다. 북군에 입대한 독일계 병사가 전체 북군의 10% 정도인 20만 여명이었을 정도로, 이 시기 독일계 미국인들은 진보적 기풍을 가지고 있었다.